# Welcome to the Club (Nat King Cole)
Welcome to the Club è un album in studio del musicista statunitense Nat King Cole, pubblicato nel 1959.

## Tracce
1. Welcome to the Club (Noel Sherman, Dick Wolf) – 2:44
2. Anytime, Anyday, Anywhere (Ned Washington, Lee Wiley, Victor Young) – 2:19
3. The Blues Don't Care (Vic Abrams) – 2:10
4. Mood Indigo (Barney Bigard, Duke Ellington, Irving Mills) – 3:21
5. Baby Won't You Please Come Home (Charles Warfield, Clarence Williams) – 2:11
6. The Late, Late Show (Roy Alfred, Murray Berlin) – 2:32
7. Avalon (Buddy DeSylva, Al Jolson, Billy Rose) – 1:45
8. She's Funny That Way (Neil Moret, Richard Whiting) – 3:02
9. I Want a Little Girl (Murray Mencher, Billy Moll) – 2:49
10. Wee Baby Blues (Pete Johnson, Big Joe Turner) – 3:16
11. Look Out for Love (Danny Meehan, Colin Romoff) – 1:58